# Siobhán Haughey
Siobhán Bernadette Haughey (何詩蓓S; Hong Kong, 31 ottobre 1997) è una nuotatrice hongkonghese.

## Vita privata
Siobhán Haughey è nata a Hong Kong nel 1997 da padre irlandese e madre hongkonghese. Si è laureata in psicologia presso l'Università del Michigan, negli Stati Uniti d'America. È la pronipote dell'ex Taoiseach (capo del governo della Repubblica d'Irlanda) Charles Haughey.

## Carriera
Haughey è stata campionessa mondiale giovanile nei 100m stile libero a Dubai 2013, oltre a vincere pure un bronzo nei 50m stile libero nella stessa edizione dei campionati. Ottiene due medaglie d'argento, nei 100m stile libero e nei 200m misti, ai Giochi olimpici giovanili di Nanchino 2014. Partecipa alle Olimpiadi di Rio de Janeiro 2016 concludendo al 14º posto nelle semifinali dei 200m stile libero. 
Negli anni successivi si afferma a livello mondiale, conquistando due argenti e due bronzi a livello olimpico, quattro medaglie mondiali in vasca lunga (di cui una d'oro nei 200 m stile libero a Doha 2024) e sei (di cui quattro d'oro) in vasca corta.

## Palmarès
- Giochi olimpici

Tokyo 2020: argento nei 100m sl e nei 200m sl.
Parigi 2024: bronzo nei 100m sl e nei 200m sl.
- Mondiali

Fukuoka 2023: argento nei 100m sl.
Doha 2024: oro nei 200m sl, argento nei 100m sl, bronzo nei 100m rana.
- Mondiali in vasca corta

Abu Dhabi 2021: oro nei 100m sl e nei 200m sl, bronzo nei 400m sl.
Melbourne 2022: oro nei 200m sl, argento nei 100m sl.
Budapest 2024: oro nei 200m sl.
- Giochi asiatici

Incheon 2014: bronzo nella 4x100m sl, nella 4x200m sl e nella 4x100m misti.
Hangzhou 2023: oro nei 100m sl e nei 200m sl, argento nei 50m sl, bronzo nei 50m rana, nella 4x100m sl e nella 4x100m misti.
- Giochi dell'Asia orientale

Tientsin 2013: argento nei 50m sl e nei 200m misti; bronzo nei 100m sl, nei 200m sl, nella 4x100m sl, nella 4x200m sl e nella 4x100m misti.
- Universiadi

Taipei 2017: oro nei 100m sl e nei 200m sl.
- Giochi olimpici giovanili

Nanchino 2014: argento nei 100m sl e nei 200m misti.
- Mondiali giovanili

Dubai 2013: oro nei 100m sl e bronzo nei 50m sl.

## Primati personali
I suoi primati personali in vasca da 50 metri sono:
- 50 m stile libero: 24"59 (2021)
- 100 m stile libero: 52"02 (2023)
- 200 m stile libero: 1'53"92 (2021)
- 200 m misti: 2'12"10 (2017)

I suoi primati personali in vasca da 25 metri sono:
- 50 m stile libero: 23"75 (2021)
- 100 m stile libero: 50"94 (2020)
- 200 m stile libero: 1'50"31 (2021)
- 400 m stile libero: 3'57"06 (2014)
- 50 m rana: 29"88 (2019)

## International Swimming League
| Stagione 2019 | stagione 2020   | Stagione 2021   |
| ------------- | --------------- | --------------- |
| DC Trident    | Energy Standard | Energy Standard |